# Associazione italiana degli igienisti industriali
L'Associazione italiana degli igienisti industriali, per l'igiene industriale e per l'ambiente (AIDII), è l'Associazione scientifica no profit di rilevanza nazionale fondata nel 1969 per promuovere lo sviluppo e la diffusione della disciplina igiene industriale e ambientale e della cultura per la salute e la sicurezza nei luoghi di lavoro e di vita, favorendo il più ampio dibattito tecnico scientifico fra i soci e con gli interlocutori istituzionali e del mondo produttivo.

## Aderenti e attività
AIDII è tra le prime associazioni igienistico-occupazionale al mondo per numero di associati dopo la American Industrial Hygiene Association (AIHA), la American Conference of Governmental Industrial Hygienists (ACGIH®) e la British Occupational Hygiene Society (BOHS).
Per statuto ne possono far parte tutti coloro che partendo dalla propria competenza tecnico-scientifica, chimica, ingegneristica, fisica, geologica, medica, biologica, ambientale, si impegnino ad osservare il codice deontologico e a promuovere il progresso delle conoscenze nel settore e ad individuare le soluzioni per il miglioramento continuo del livello di prevenzione e sicurezza globale.
AIDII riunisce esperti della ricerca, delle università e politecnici italiani, della pubblica amministrazione (ARPA, ATS, INAIL, ISPESL, etc.) e della produzione che si impegnano sui temi della valutazione dei rischi per la sicurezza e salute negli ambienti di lavoro, sull'esposizione occupazionale a agenti chimici o cancerogeni, fisici e biologici, sul monitoraggio e l'impatto ambientale, per le bonifiche, sui rischi rilevanti e tecnologici, sulla ricerca delle migliori tecnologie, sull'epidemiologia ambientale, sulla tossicologia occupazionale, e sul REACH [Il Giornale degli Igienisti- Contributo sul Dlgs 81/2008].

## Attività correlate
Dal 1987 AIDII è socio fondatore dell'International Occupational Hygiene Association (IOHA), che ad oggi riunisce 35 fra le maggiori associazioni operanti in Europa, in America e nel mondo che rappresentano più di 20,000 igienisti occupazionali in tutto il mondo. 
IOHA è un'associazione non governativa (NGO) riconosciuta dall'International Labour Organisation e dall'Organizzazione Mondiale della Sanità.
Nel 2004 AIDII fonda l’Istituto per la Certificazione Professionale per le Figure della Prevenzione (ICFP) che ha permesso di compiere un ulteriore passo verso la certificazione della figura professionale dell’Igienista Industriale, fissando i campi di competenza necessari a caratterizzare il professionista che deve individuare, valutare, controllare l’insieme dei fattori di rischio che hanno origine dall’attività lavorativa e interessano il lavoratore, lo stesso ambiente di lavoro, ivi compreso quello indoor e l’ambiente esterno, rispettando quanto previsto da un aggiornato codice deontologico. Nel gennaio del 2009 è stata superata l’ultima fase del percorso di certificazione previsto dalla ISO 17024 per il riconoscimento da parte del SINCERT (oggi Accredia) che ha valore per tutto il territorio europeo, recentemente esteso anche a livello internazionale grazie al riconoscimento da parte del National Accreditation Recognition Committee (NAR) dell’International Occupational Hygiene Association. A questo proposito, si cricorda che attualmente, il riferimento legislativo per l’inquadramento della figura professionale dell’Igienista Industriale è la Legge 4 del 2013 - Disposizioni in materia di professioni non organizzate. Inoltre, la Norma UNI CEI EN ISO/IEC 17024:2012 (7) e la Norma UNI 11711:2018 richiedono una valutazione delle conoscenze, abilità e competenze basata su criteri oggettivi, la gestione dei conflitti di interesse a garanzia dell’imparzialità e obiettività per il rilascio della certificazione della figura professionale di Igienista Industriale, criteri applicati nel nuovo schema di certificazione ICFP.
Inoltre AIDII:
- Ha curato fino al 2016 la traduzione italiana dei TLV dell’ACGIH (Treshold Limit Value and BEI). In occasione del 50º anniversario della fondazione dell'associazione, AIDII ha nuovamente curato la traduzione dell'edizione 2019 dei TLV dell’ACGIH.
- Pubblica il Giornale degli Igienisti Industriali a partire dalla fine del 1976, la cui pubblicazione, sotto forme editoriali diverse, continua fino ad oggi con la denominazione Italian Journal of Occupational and Environmental Hygiene (IJOEHY).
- Produce manuali e linee guida (strategie di campionamento, ventilazione).
- Eroga corsi di igiene occupazionale e ambientale.